# Beata Maksymowová
Beata Elżbieta Maksymow (provdaná Wendt; 27. červenec 1967 Czeladź, Polsko – 9. června 2024) byla reprezentantka Polska v judu.

## Sportovní kariéra
K judu se dostala náhodou v 16 letech, když její dlouholetý trenér Tadeusz Kowalewski v roce 1983 hledal děti do judistického oddílu v Jastrzębi-Zdroji. Své fyzické dispozice se naučila na tatami využívat prakticky okamžitě — při výšce 180cm vážila přes 120kg. Celou kariéru jí však trápila zranění obou kolen. Přes všechny tituly, které získala se jí nepodařilo vybojovat medaili nejcennější, olympijskou. Dvakrát k ní byla velmi blízko. Při premiéře ženského juda na olympijských hrách v Barceloně v roce 1992 podlehla v souboji o bronz v boji na zemi Japonce Sakaue. V roce 1996 na olympijských hrách v Atlantě podlehla těsně na body v souboji o bronz Němce Hagnové. V roce 1999 získala nečekaně na bolavá kolena titul mistryně světa a v roce 2000 tak odjížděla na olympijské hry v Sydney jako velká polská naděje na medaili. Nezvládla však vstup do turnaje a prohrála na body s Američankou Rosensteel. Vzápětí se sportovním judem skončila. Řadu let pracovala jako bachařka ve věznici. V roce 2006 se jí narodila dcera Hanna.

## Výsledky

### Váhové kategorie
| Turnaj             | 1984       | 1985       | 1986       | 1987       | 1988       | 1989       | 1990       | 1991       | 1992       | 1993       | 1994       | 1995       | 1996       | 1997       | 1998       | 1999       | 2000       |
| Turnaj             | 17         | 18         | 19         | 20         | 21         | 22         | 23         | 24         | 25         | 26         | 27         | 28         | 29         | 30         | 31         | 32         | 33         |
| Turnaj             | těžká váha | těžká váha | těžká váha | těžká váha | těžká váha | těžká váha | těžká váha | těžká váha | těžká váha | těžká váha | těžká váha | těžká váha | těžká váha | těžká váha | těžká váha | těžká váha | těžká váha |
| ------------------ | ---------- | ---------- | ---------- | ---------- | ---------- | ---------- | ---------- | ---------- | ---------- | ---------- | ---------- | ---------- | ---------- | ---------- | ---------- | ---------- | ---------- |
| Olympijské hry     |            |            |            |            |            |            |            |            | 5.         |            |            |            | 5.         |            |            |            | úč.        |
| Mistrovství světa  | úč.        |            | —          | 7.         |            | 3.         |            | 3.         |            | 5.         |            | úč.        |            | 3.         |            | 1.         |            |
| Mistrovství Evropy | ?          | úč.        | 1.         | ?          | ?          | 3.         | —          | 1.         | —          | 3.         | 2.         | 3.         | 7.         | 3.         | úč.        | —          | —          |

### Bez rozdílu vah
| Turnaj             | 1984 | 1985 | 1986 | 1987 | 1988 | 1989 | 1990 | 1991 | 1992 | 1993 | 1994 | 1995 | 1996 | 1997 | 1998 | 1999 | 2000 |
| Turnaj             | 17   | 18   | 19   | 20   | 21   | 22   | 23   | 24   | 25   | 26   | 27   | 28   | 29   | 30   | 31   | 32   | 33   |
| ------------------ | ---- | ---- | ---- | ---- | ---- | ---- | ---- | ---- | ---- | ---- | ---- | ---- | ---- | ---- | ---- | ---- | ---- |
| Mistrovství světa  | 5.   |      | —    | úč.  |      | 7.   |      | —    |      | 1.   |      | úč.  |      | úč.  |      | —    |      |
| Mistrovství Evropy | ?    | 3.   | úč.  | ?    | 3.   | 2.   | —    | —    | —    | 5.   | 3.   | —    | —    | 1.   | 2.   | —    | —    |